# Melvin Moore
Melvin „Mel“ Moore (* 15. Juni 1923 in Chicago, Illinois; † 26. Februar 1989 in New York City, New York) war ein amerikanischer Trompeter, Violinist und Sänger des Swing und Bebop.
Mel Moore spielte ab 1944 bei Lucky Millinder, dann im Duke Ellington Orchestra (1948/50) und in Rhythm-and-Blues-Bands. 1951 wirkte er bei Plattenaufnahmen von Dizzy Gillespie mit; er sang die Titel „The Champ“ und „Swing Low, Sweet Cadillac“. Ende 1951 nahm er auch mit Terry Gibbs, Billy Taylor, Mundell Lowe und Charles Mingus für King einige Gesangstitel auf. 1957 war er Mitglied im Orchester von Don Redman; 1958 machte er Aufnahmen mit der Formation von John Pisano und Billy Bean. Zwischen 1964 und 1966 arbeitete er bei Gerald Wilson. In dieser Zeit spielte er auch auf den Monterey Jazz Festivals, so 1964 mit Charles Mingus (Mingus at Monterey) und mit Thelonious Monk (Live at the 1964 Monterey Jazz Festival) sowie 1965 in Dizzy Gillespies Monterey Festival Jazz Orchestra. 1966 begleitete er Johnny Hartman. Anschließend war er wieder verstärkt im Rhythm-&-Blues-Bereich tätig und spielte in den Bands von B. B. King (1967), Esther Phillips, T-Bone Walker, Don Sugarcane Harris, Johnny Otis (1970), Jerry Garcia (1972), Shuggie Otis und Ted Hawkins (1981).
Moore sollte nicht mit dem gleichnamigen, 1917 geborenen Sänger verwechselt werden, der bei Jimmie Lunceford und Ernie Fields sang.